# Brandgrab

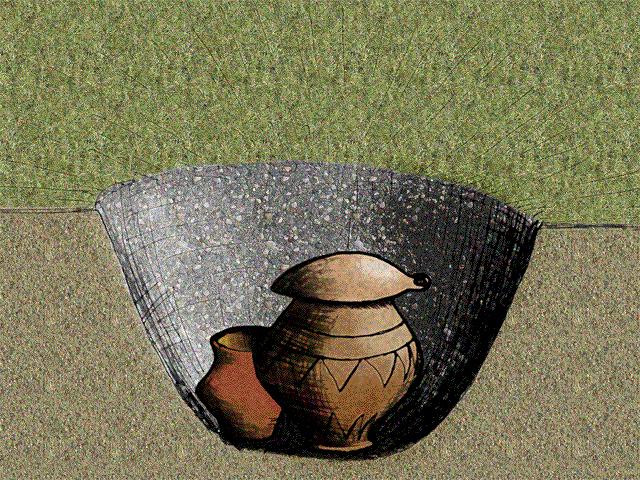
Urnengrab

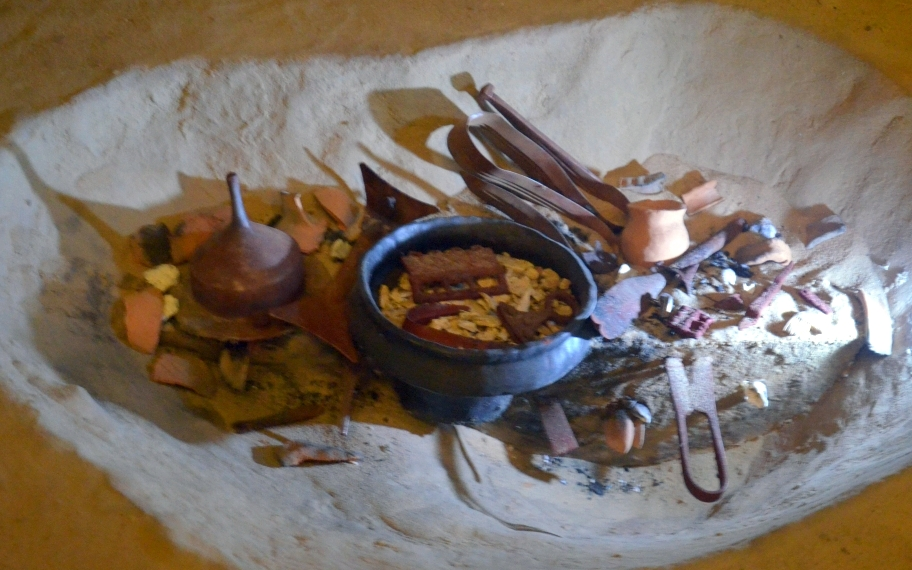
Ostgermanisches Männerbrandgrab (2. Hälfte 2. Jh.) aus den Beskiden, ausgestellt im Archäologischen Museum in Krakau (2013).

Ein Brandgrab ist ein Grabtypus zur Beisetzung verbrannter Überreste von Toten als Brandschüttung oder in Gefäßen (aus Ton, Stein, Metall) bzw. eigens dazu hergestellten Urnen. In Europa kommt er im frühen Neolithikum auf (z. B. Linienbandkeramik). Der Wechsel von Brand- zu Körperbestattungen in der Spätantike wurde oft mit dem in Europa aufkommenden Christentum in Verbindung gebracht, was sich in der neueren Forschung allerdings nicht halten lässt.

## Vorgeschichtliche Zeit
Der Leichenbrand wurde bereits im frühen mitteleuropäischen Neolithikum aufgesammelt und ggf. mit Beigaben im Brandgrab (Leichenbrandlager, -schüttung) deponiert. Von den Trägern der Schönfelder Kultur wurde er erstmals in oft besonders gestalteten Urnen (Gesichtsurnen) auf regelrechten Grabfeldern (Urnenfeldern) in die Erde verbracht. In Mitteleuropa ist das Urnengrab eine Erscheinung der späten Bronzezeit, die sich mit der Urnenfelder-Kultur zwischen 1250 und 750 v. Chr. verbreitet. In der Jungbronzezeit schützen mitunter kleine Steinkisten die Urnen, wie Funde in Dohren im Landkreis Harburg belegen. Urnengräber sind auch noch in der Eisenzeit gebräuchlich und werden wie beim Urnenfeld im Ruser Steinbusch mitunter durch Steinsetzungen markiert.

## Geschichtliche Zeit
Brandgräber wurden an vielen Stellen des ehemaligen römischen Reiches gefunden, zum Beispiel in Deutschland, Frankreich, Italien, Österreich. Bei den Römern wurde der Tote, sollte er verbrannt werden, wie bei anderen Bestattungsarten nach feierlicher Vorbereitung gewaschen, gesalbt und festlich bekleidet im Haus aufgebahrt. Auf einem öffentlichen, mehrfach verwendeten Verbrennungsplatz (lat. ustrina = Brandstätte von ustus = verbrannt) nahe der Begräbnisstätte (Friedhof, Gräberfeld) wurde der Tote samt Bahre auf einen vorbereiteten Scheiterhaufen gesetzt und verbrannt. Die zum Bau des Scheiterhaufens verwendeten Hölzer unterlagen einer strengen Selektion, wie durch naturwissenschaftliche Untersuchungen festgestellt werden konnte. Je nach Region wurde vorwiegend Buche, Eiche oder Hainbuche genutzt. Nach dem Löschen der Glut mit Wein oder Wasser wurden die Leichenreste aus der Asche geborgen und in einem Gefäß (meist Tongefäß oder Tontopf mit Deckel), je nach Stand auch in einem reich verzierten Urnengefäß, beigesetzt, aber auch nicht selten die gesamte Asche mit unverbrennbaren Teilen von Kleidung (Fibeln), Grabbeigaben und Teilen der Bahre. Das Aschengefäß und zum Teil auch die unverbrannten Grabbeigaben wurden dann in das eigentliche Grab am Begräbnisplatz gestellt und mit Erde wieder zugedeckt.
Variationen waren die Rostbrandgrube (lat. bustum = Leichenbrandstätte, Grabhügel), bei der der Tote auf einem Rost direkt über dem eigentlichen Grab oder auf dem Boden der Grabgrube verbrannt wurde oder die einfache Brandgrube, in die man den Leichenbrand mit Beigaben ohne eigenes Gefäß schüttete.